# Измайлово (район Москвы)
Измайлово — район в Восточном административном округе города Москвы, а также одноимённое внутригородское муниципальное образование. Располагается к востоку от Московского железнодорожного кольца.
На территории района много исторических и архитектурных памятников. В состав района входит, помимо жилой застройки, западная часть Измайловского лесопарка.

## История

### XIV—XVIII века
О времени возникновения села Измайлово существуют различные мнения. Одни авторы (в том числе историк-москвовед П. В. Сытин) считают начальной датой его истории 1389 год, в других источниках (в том числе в монографии «История московских районов») говорится, что первые достоверные сведения о селе Измайлове относятся к XV веку. О том, что оно существовало в то далёкое время, говорят и археологические открытия, сделанные при реставрации Покровского собора в 1980—1984 гг. В писцовых книгах село Измайлово упоминается в 1571 году. Тогда, согласно переписи земельных владений 1571 года, село относилось к Васильцеву стану Московского уезда.
Со времён Ивана Грозного было вотчиной бояр Романовых. С 1573 года владельцем села и округи являлся боярин Никита Романович Захарьин-Юрьев — брат Анастасии, первой жены Ивана IV, с 1623 года — его сын Иван Никитич Романов, а с 1640 года — сын последнего Никита Иванович. После смерти в 1654 году Никиты Ивановича село отошло в ведение Приказа Большого Дворца, став загородной усадьбой царской семьи.
При царе Алексее Михайловиче в 1667 году речка Робка (ныне — Серебрянка) была перегорожена плотинами так, что образовавшийся Серебряно-Виноградный пруд окружил так называемый Измайловский остров, в центре которого располагалась царская усадьба (основная её часть — Государев двор — строилась в 1664—1690 гг.). Уже в 1670-е гг. в Измайловской царской усадьбе существовал домашний театр, известно имя одного из его актёров — певчего и живописца Василия Репского. В 1671—1679 гг. костромскими мастерами на месте существовавшей с начала XVII века деревянной церкви был возведён каменный Покровский собор, или собор Покрова Богоматери. На остров вёл каменный мост длиной около 100 м, завершавшийся проездной Мостовой башней. В усадьбе ставились эксперименты по выращиванию редких растений (виноград, арбузы и др.).
Юный Пётр I на обнаруженном в Измайлове ботике совершал плавания по системе прудов (позднее он перевёз ботик в Санкт-Петербург и назвал его «дедушкой русского флота»).
К 1800 году в селе проживало 753 человека (121 двор).

### XIX век
В 1839 году на Измайловском острове была основана военная богадельня. Её корпуса (архитектор К. А. Тон) были пристроены к Покровскому собору.
К середине века село Измайлово занимало территорию в районе нынешних Измайловского проезда, Никитинской улицы и Прядильных улиц, к югу от храма Рождества Христова. Практически всю территорию нынешнего парка занимал зверинец. К северо-западу, у Стромынского (ныне Щёлковского) шоссе располагалась деревня Колошина (упоминается в XVII веке, позже была заброшена, но возродилась при Павле I; с XX века — Калошино).
Дальнейшее развитие села было связано с промышленными предприятиями. Во 2-й половине XIX века известность приобрела Измайловская ткацкая мануфактура, превратившаяся в одно из крупнейших предприятий в Московском уезде (в 1885 году — 1545 рабочих). В 1898 году население Измайлова достигло 2011 человек. В это время вблизи села возникли Аламовская слобода и Колгановская слобода, севернее — деревня Конюшина.

### XX век
После установления Советской власти постройки на Измайловском острове были отданы под жильё рабочих — в 1924 году образовался городок имени Баумана, просуществовавший до 1960 года. В 1930 году основан Парк культуры и отдыха «Измайлово».
Первым видом общественного транспорта, связавшим Измайлово с Москвой, стал в 1925 году трамвай. Маршрут № 14 следовал до конечной станции «Измайлово», располагавшейся недалеко от нынешней станции метро «Партизанская». В 1938 году трамвайная линия была продлена вдоль Первомайской улицы по современной трассе, первым на новой линии был маршрут № 22.
Процесс присоединения земель исторического района Измайлово к Москве был постепенным. В 1932 году в состав города был включён Измайловский лесной массив (причём находившийся в его западной части Парк культуры и отдыха «Измайлово» был переименован в Измайловский парк культуры и отдыха им. И. В. Сталина), в 1935 году — село Измайлово, в 1937 году — прилегавший к селу с севера присёлок Хохловка, включавший существующую (в районе Измайлово) и поныне Советскую улицу, названную так в первые годы Советской власти в честь Советов рабочих, крестьянских и солдатских депутатов. Все эти территории входили в Сталинский район столицы (3 ноября 1961 года переименован в Первомайский район).
Карты 1939 года свидетельствуют, что тогда в состав Москвы входила уже вся территория современного района Измайлово. Жилые кварталы продвигались на восток: в 1944 году началась застройка Первомайской улицы и прилегающих участков. При этом интенсивное жилищное строительство развернулось после войны и первоначально велось в основном силами немецких и румынских военнопленных. Пересекающие Первомайскую улицу проезды после их распланирования в 1949 году получили по близлежащему Измайловскому парку названия Парковых улиц. В том же 1949 году получили свои названия также Измайловский проспект, Измайловский проезд и Измайловский бульвар, а в 1960 году появился Сиреневый бульвар — нынешняя северная граница района.
На северо-западе района перед войной велось строительство центрального стадиона СССР, однако из-за войны оно не было закончено (стадион пробыл недостроенным до московской Олимпиады, во время которой использовался в качестве тренировочного поля). К Олимпийским играм 1980 года был построен гостиничный комплекс «Измайлово».
В ходе проведения в Москве в 1991 году административной реформы вместо прежних районов были образованы 10 административных округов, в том числе Восточный административный округ и в его составе временный муниципальный округ Измайлово. Территория временного муниципального округа в 1995 году была включена в состав нового района Измайлово.
В 2000 году на западе района построен деревянный храм святителя Николая.

## XXI век
В 2017 г. часть домов района была включена в программу реновации, что приведёт к значительному изменению облика района. Для реализации программы городу была передана территория бывшего Черкизовского рынка.

## География
С запада район ограничен МЦК (ранее МК МЖД) и граничит с районами Преображенское и Соколиная Гора. С юга граница с районом Перово проходит по шоссе Энтузиастов и границе застройки с его северной стороны. С востока по просеке Измайловского лесопарка граничит с территорией района Ивановское, по 9-й Парковой, Первомайской и 11-й Парковой улицам — с районом Восточное Измайлово. С севера по Сиреневому бульвару граничит с районом Северное Измайлово, а по небольшому участку Щёлковского шоссе — с районом Гольяново.
Жилая застройка занимает северо-восточную часть района. Больше половины территории занимает располагающийся в южной части Измайловский лесопарк. Часть лесопарка к западу от Главной аллеи называется Измайловским парком культуры и отдыха.
В жилой части района преобладает прямоугольная планировка. С севера на юг располагаются 11 Парковых улиц, Измайловский проезд, Никитинская улица. С запада на восток проходят Измайловский проспект (проезжий только на участках от 1-й до 3-й, от 6-й до 7-й Парковой), Заводской проезд, Верхняя Первомайская улица, Средняя Первомайская улица, Нижняя Первомайская улица, Первомайская улица, 1-я Прядильная улица, 2-я Прядильная улица, 3-я Прядильная улица, Измайловский бульвар, Сиреневый бульвар.
Жилая часть района включает в себя 23 квартала: 1—6, 12—17, 21—26, 29—34 (нумерация общая для всего исторического района Измайлово, 1—2 кварталы считаются единым).
На территории лесопарка по документам значится посёлок Измайловская Пасека. Фактически постоянного населения в посёлке нет, действуют собственно пасека и биостанция.

### Гидрография
Главная река района — Серебрянка. На территории Измайловского лесопарка течение открытое, через реку на территории района переброшены 4 моста, из которых капитальный — только один. В районе эстакады Арбатско-Покровской линии метро река уходит в коллектор. В дальнейшем течении на реке располагается кольцевой Серебряно-Виноградный пруд, через который переброшены три Бауманских моста, из которых проезжим является только 2-й Бауманский мост.
На территории лесопарка Серебрянка принимает правый приток — Косинский ручей и левый приток — Красный ручей. Красный ручей связан с системой из 5 прудов: Красного, Совхозного, Декоративного, Собачьего, Оленьего. Олений (ранее Ольняный) пруд из-за нарушения режима водоснабжения в конце XX века практически пересох. Помимо перечисленных, в Измайловском парке есть Круглый пруд (в реальности имеет полукруглую форму с островом в центре). Ещё один правый приток Серебрянки, Стеклянка (также известен как ручей Ватной фабрики), полностью заключён в коллектор и протекает под жилой застройкой района. В юго-западной части лесопарка находятся верховья реки Нищенки вместе с левым притоком — Перовским (Хлудовским) ручьём.

## Транспорт
- Станции «Партизанская», «Измайловская» и «Первомайская» Арбатско-Покровской линии. Вблизи границ района расположены также станции «Щёлковская», «Черкизовская» и «Шоссе Энтузиастов».
- трамвайные маршруты № 11, 12, 12а, 32;
- автобусные маршруты № с676, 20, 34, 34к, 97, 131, 171, 211, 223, 223к, 230, 257, 372, 619, 557, 634, 634к, 645, 645п, 664, е66, 674, т22, т32, м60, м60к, т51, т55, н3. Также ходят областные междугородние автобусы от метро «Партизанская» и автобусы № 15Р и 15И (Реутов) от метро «Первомайская», а также областные маршрутные такси 1013 и 1235к.
- бывшие троллейбусные маршруты № 22, 23, 51, 55, 87;
- бывшие трамвайные маршруты № 34, 34к;

Действующие остановки общественного транспорта Большого Измайлова: "Восточный вокзал", "Сиреневый бульвар, 4", "МЦК Измайлово", "Метро Партизанская", "Мост Окружной железной дороги", "1-я улица Измайловского Зверинца", "Измайловский парк", "Детский городок", "Главная аллея", "Институт физкультуры", "Школа", "Измайловский проезд", "Цирковая студия", "Галерея Измайлово", "Измайловская площадь", "1-я Парковая улица", "2-я Прядильная улица", "3-я Прядильная улица", "Никитинская улица", "Метро Измайловская", "Первомайская улица", "3-я Парковая улица", "МФЦ Измайлово", "Верхняя Первомайская улица", "Площадь Викторио Кодовильи", "5-я Парковая улица", "Измайловский бульвар", "Управа района Северное Измайлово", "7-я Парковая улица", "Сиреневый бульвар", "Районный центр София", "Театр Мимики и Жеста", "Метро Первомайская", "Нижняя Первомайская улица", "11-я Парковая улица", "Больница им. Плетнёва", "Районный центр Первомайский",
Основными внутрирайонными направлениями общественного транспорта являются трамвайная и троллейбусная линии по Первомайской улице и автобусные маршруты по 3-й Парковой и 9-й Парковой улицам, Измайловскому и Сиреневому бульварам. Внутрирайонный транспорт также представляют следующие по сложным трассам по территории всего района автобусные маршруты № 34, 974. Ряд автобусных маршрутов, следующих от метро «Партизанская», едут по Главной аллее в Перово, Новогиреево и Ивановское.
В связи с обособленностью жилой застройки Измайлова от других районов с южной и западной стороны нужно отметить улицы, соединяющие Измайлово с другими районами. Это — Сиреневый бульвар, сливающийся с Щёлковским шоссе (соединяет с Преображенским), Измайловское шоссе (соединяет с Соколиной Горой), Главная аллея (соединяет с Перовым).
По западной границе района проходит участок Московского центрального кольца (МЦК) с остановками Измайлово и Соколиная Гора. Введён в эксплуатацию участок Северо-Восточной хорды, по которому ходит экспресс маршрут 643.
Есть планы строительства новой трамвайной линии от Открытого шоссе до станции метро "Измайловская".

## Население
| 2002     | 2010     | 2011     | 2012     | 2013     | 2014     | 2015     |
| -------- | -------- | -------- | -------- | -------- | -------- | -------- |
| 110 099  | ↘102 837 | ↗103 062 | ↗104 106 | ↗104 571 | ↗105 097 | ↗105 434 |
| 2016     | 2017     | 2018     | 2019     | 2020     | 2021     | 2023     |
| ↗105 957 | ↗106 154 | ↗106 741 | ↗107 381 | ↗107 883 | ↘107 158 | ↗107 953 |
| 2024     |          |          |          |          |          |          |
| ↗108 666 |          |          |          |          |          |          |

### Национальный состав
По итогам переписи населения 2020 года проживали следующие национальности (национальности менее 0,1 % и другое, см. в сноске к строке «Другие»):
| Национальность | Численность, чел. | Доля     |
| -------------- | ----------------- | -------- |
| Русские        | 69 945            | 65,27 %  |
| Татары         | 660               | 0,62 %   |
| Армяне         | 490               | 0,46 %   |
| Украинцы       | 468               | 0,44 %   |
| Узбеки         | 258               | 0,24 %   |
| Евреи          | 251               | 0,23 %   |
| Таджики        | 247               | 0,23 %   |
| Грузины        | 225               | 0,21 %   |
| Азербайджанцы  | 178               | 0,17 %   |
| Белорусы       | 131               | 0,12 %   |
| Казахи         | 113               | 0,11 %   |
| Другие         | 34 192            | 31,90 %  |
| Итого          | 107 158           | 100,00 % |

## Промышленность
В настоящее время из промышленных предприятий в районе действует только ткацкое производство «Измайловская мануфактура». Бывшая меховая фабрика № 1 «Пролетарский труд», позже «Прима-мех», закрыта, её здания снесены в 2008 году. К транспортным предприятиям относится электродепо «Измайлово».

## Инфраструктура

### Образование

#### Высшие учебные заведения
В районе расположены Российский государственный университет физической культуры, спорта, молодёжи и туризма, Институт гуманитарного образования, Московский институт медико-социальной реабилитологии, а также учебный корпус Российской правовой академии и лаборатории Московского государственного технического университета им. Н. Э. Баумана.

#### Школы
Всего в Измайлово насчитывается 15 общеобразовательных школ: Измайловская гимназия (№ 1508), гимназия 1290 (на базе школы с углублённым изучением английского языка), физико-математическая школа № 444, общеобразовательные школы № 403, 419, 1483 (бывшая 437), 442 (коррекционная), 445, 620, 621, 646, 690, 707, 708, 734.

## Культура
В районе располагается созданный в 1963 году Театр мимики и жеста (Измайловский бульвар, д. 41). Также действует театр кукол «Альбатрос» (ул. Парковая 4-я, д. 24А).
На Измайловском острове, на территории бывшего Государева двора, расположен музей, входящий в состав Московского государственного объединённого музея-заповедника, в частности, в Мостовой башне размещается выставка «Московский изразец». Действуют Музей русского лубка и наивного искусства, детский музей Буратино-Пиноккио, Галерея «Измайлово», музей «Бункер Сталина». Ряд частных музеев функционирует на территории комплекса Кремль в Измайлово.
На Сиреневом бульваре располагается районный центр "София". Также раньше на улице Первомайская располагался кинотеатр «Первомайский». На его месте строится районный центр "Первомайский".

## Парки и скверы
В районе Измайлово располагается Измайловский лесопарк, ПКиО «Измайловский», зона отдыха у Серебряно-Виноградного пруда и «Сквер молодоженов».
Измайловский лесопарк (около 800 Га) — лесной массив, входящий в состав Природно-исторического парка «Измайлово». Исторически связан с загородной резиденцией царя Алексея Михайловича Романова «Измайлово»: в XVII веке на территории лесопарка появился каскад прудов, сады, охотничье хозяйство. В 1931 году в западной части лесопарка был обустроен парк культуры и отдыха «Измайловский»: сегодня их границей является Главная аллея. На территории лесопарка сохранились исторические водоемы: пруды Лебедянский, Красный, Круглый, Совхозный, Собачий, Декоративный и Серебряно-Виноградный, несколько ручьев, река Серебрянка. Основную часть зеленого массива составляют дубы и липы. На территории лесопарка встречаются редкие растения, занесенные в Красную Книгу Москвы, а также мелкие животные — зайцы, ежи, белки. Лесопарк отличается развитой инфраструктурой: в нем проложена сеть пешеходных и велодорожек, установлены скамейки и беседки, есть детские и спортивные площадки. С 2002 года в Измайловском лесопарке действует экостанция «Царская пасека», который был открыт на месте ранее существовавшей Измайловской учебно-опытной пасеки.
Парк культуры и отдыха «Измайловский» (310 Га) был создан в 1931 году на территории ПиП «Измайлово». Новая парковая территория была выделена в связи с планами построить на ней крупнейший в СССР спортивный комплекс со стадионом на 100 тысяч мест. С 1932 по 1961 годы парк носил имя И.В. Сталина. Строительство стадиона было приостановлено с началом Великой Отечественной войны, а после смерти Сталина — заморожено. Парк располагается западнее от Главной аллеи в Измайловском лесопарке и располагает развитой развлекательной инфраструктурой. Здесь есть площадки детских аттракционов, веревочный городок, тир, каток (функционирует зимой), площадки для игры в волейбол, баскетбол, стритбол, бадминтон, шахматно-шашечный павильон, тренажерные и воркаут площадки. С 1957 года в парке располагается второе по высоте в столице колесо обозрения, построенное к VI Всемирному фестивалю молодежи и студентов по личному распоряжению Н.С. Хрущёва. Второе колесо обозрения — Малое, высотой 25 метров — располагается в детском городке. В центральной части парка находится Площадь Мужества с Вечным огнем и музеем военной техники под открытым небом в память о 85-м гвардейском минометном полку «Катюша», который формировался на этом месте в годы войны с фашистами. В 2018 году после ремонта в парке «Измайловский» открылась летняя эстрада «Солнечная» (располагается недалеко от шахматно-шашечного павильона) — летом на ее базе функционирует открытый кинотеатр вместимостью до 600 человек.
«Сквер молодоженов» — небольшая зона отдыха рядом с Измайловским отделом ЗАГС на 9-й Парковой улице. Был открыт 10 июля 2010 года. Сквер располагается на территории двух районов — Измайлово и Восточное Измайлово. В 2019 году был полностью обновлен в рамках программы столичного благоустройства «Мой район»: здесь расширили и замостили плиткой пешеходные дорожки, установили несколько арт-объектов в свадебной тематике, сделали фотозону, оборудовали спортплощадку и проложили велодорожку.
Зона отдыха у Серебряно-Виноградного пруда — территория, прилагающая к одному из старейших столичных прудов. Фактически располагается на территории Измайловского лесопарка в непосредственной близости к усадьбе «Измайлово». Территория используется для прогулок, катания на лодках, лова рыбы. Здесь располагаются несколько спортивных площадок, пункты проката инвентаря и лодочная станция, летом организовываются стихийные пляжи. В 2019 году прибрежная зона была благоустроена.

## Спорт
Спортивные сооружения сосредоточены в западной части района. Это стадионы «Измайлово» (проектировавшийся как стотысячный «Стадион СССР», ныне вмещает 10 тысяч зрителей), «МЭЛЗ» (на Измайловском острове), «Спартак» (на Измайловском проезде), «Ракета» и «Вымпел» (на Измайловском шоссе), «Трудовые резервы» (в Измайловском парке, на пересечении 2-го переулка Измайловского зверинца и Первомайской аллеи). На Измайловском шоссе также расположен картодром.